# Ablon
Ablon é uma comuna francesa na região administrativa da Normandia, no departamento Calvados. Estende-se por uma área de 12,05 km². Em 2010 a comuna tinha 1 242 habitantes (densidade: 103,1 hab./km²).